# Günther XL di Schwarzburg
Günther XL di Schwarzburg, detto anche Günther di Schwarzburg-Blankenburg (Sondershausen, 31 ottobre 1499 – Gehren, 10 novembre 1552), è stato conte di Schwarzburg.

## Biografia
Günther era il figlio maggiore del conte Enrico XXXI di Schwarzburg-Blankenburg (1473-1526) e della sua prima moglie, la contessa Maddalena di Hohnstein (1480-1504).
Alla morte del padre risiedette dapprima a Bad Blankenburg sino al 1528 per poi passare a Bad Frankenhausen, dove visse separato dai propri fratelli. Nel 1538 passò a Rudolstadt, dove avvenne la divisione che diede origine alle successive casate di Schwarzburg originatesi dalla suddivisione dei domini paterni tra gli eredi.
Coinvolto negli avvenimenti della sua epoca, partecipò alla guerra smalcaldica alleato con gli Ernestini di Sassonia. Nel 1533 fece costruire il castello di Sondershausen, in stile rinascimentale.

## Matrimonio e figli
Günther XL sposò nel 1528 Elisabetta (m. 1572), figlia del conte Filippo di Isenburg-Ronneburg, dalla quale ebbe i seguenti eredi:
- Günther XLI, conte di Schwarzburg-Arnstadt
- Maddalena (1530-1565), sposò nel 1552 il conte Giovanni Alberto VI di Mansfeld
- Giovanni Günther I (1532-1586), conte di Schwarzburg-Sondershausen
- Guglielmo I (1534-1597), conte di Schwarzburg-Frankenhausen
- Alberto VII, conte di Schwarzburg-Rudolstadt
- Anna Sibilla (1540-1578), sposò nel 1571 il conte Luigi III di Isenburg-Büdingen-Birstein
- Elisabetta (1541-1612), sposò nel 1576 il conte Giovanni VII di Oldenburg

## Ascendenza
|                                                     |                                          |                                           | Genitori                               |  |  | Nonni |  |  | Bisnonni                                        |  |  | Trisnonni                                       |  |
|                                                     |                                          |                                           |                                        |  |  |       |  |  | Enrico XXVI, conte di Schwarzburg-Sondershausen |  |  | Enrico XXIV, conte di Schwarzburg-Sondershausen |  |
|                                                     |                                          |                                           |                                        |  |  |       |  |  | Enrico XXVI, conte di Schwarzburg-Sondershausen |  |  | Enrico XXIV, conte di Schwarzburg-Sondershausen |  |
|                                                     |                                          | Caterina di Brunswick-Giffhorn            |                                        |  |  |       |  |  | Enrico XXVI, conte di Schwarzburg-Sondershausen |  |  |                                                 |  |
| Günther XXXVIII, conte di Schwarzburg-Sondershausen |                                          |                                           |                                        |  |  |       |  |  | Enrico XXVI, conte di Schwarzburg-Sondershausen |  |  |                                                 |  |
|                                                     |                                          | Elisabetta di Kleve                       | Adolfo I, duca di Kleve                |  |  |       |  |  |                                                 |  |  |                                                 |  |
|                                                     |                                          | Elisabetta di Kleve                       | Adolfo I, duca di Kleve                |  |  |       |  |  |                                                 |  |  |                                                 |  |
|                                                     |                                          | Elisabetta di Kleve                       | Maria di Borgogna                      |  |  |       |  |  |                                                 |  |  |                                                 |  |
| Enrico XXXI, conte di Schwarzburg-Sondershausen     |                                          | Elisabetta di Kleve                       |                                        |  |  |       |  |  |                                                 |  |  |                                                 |  |
|                                                     |                                          | Bruno VI, signore di Querfurt             | Protze, signore di Querfurt            |  |  |       |  |  |                                                 |  |  |                                                 |  |
|                                                     |                                          | Bruno VI, signore di Querfurt             | Protze, signore di Querfurt            |  |  |       |  |  |                                                 |  |  |                                                 |  |
|                                                     |                                          | Bruno VI, signore di Querfurt             | Agnese di Beichlingen                  |  |  |       |  |  |                                                 |  |  |                                                 |  |
| Caterina di Querfurt                                |                                          | Bruno VI, signore di Querfurt             |                                        |  |  |       |  |  |                                                 |  |  |                                                 |  |
|                                                     |                                          | Anna di Gleichen-Tonna                    | Adolfo I, conte di Gleichen-Tonna      |  |  |       |  |  |                                                 |  |  |                                                 |  |
|                                                     |                                          | Anna di Gleichen-Tonna                    | Adolfo I, conte di Gleichen-Tonna      |  |  |       |  |  |                                                 |  |  |                                                 |  |
|                                                     |                                          | Anna di Gleichen-Tonna                    | Agnese di Honstein                     |  |  |       |  |  |                                                 |  |  |                                                 |  |
| Günther XL, conte di Schwarzburg-Sondershausen      |                                          | Anna di Gleichen-Tonna                    |                                        |  |  |       |  |  |                                                 |  |  |                                                 |  |
|                                                     | Enrico XI, conte di Honstein-Klettenberg | Ernesto II, conte di Honstein-Klettenberg |                                        |  |  |       |  |  |                                                 |  |  |                                                 |  |
|                                                     | Enrico XI, conte di Honstein-Klettenberg | Ernesto II, conte di Honstein-Klettenberg |                                        |  |  |       |  |  |                                                 |  |  |                                                 |  |
|                                                     | Enrico XI, conte di Honstein-Klettenberg | Anna di Stolberg                          |                                        |  |  |       |  |  |                                                 |  |  |                                                 |  |
| Ernesto IV, conte di Honstein-Klettenberg           | Enrico XI, conte di Honstein-Klettenberg |                                           |                                        |  |  |       |  |  |                                                 |  |  |                                                 |  |
|                                                     |                                          | Margherita di Waldeck-Waldeck             | Enrico VII, conte di Waldeck-Waldeck   |  |  |       |  |  |                                                 |  |  |                                                 |  |
|                                                     |                                          | Margherita di Waldeck-Waldeck             | Enrico VII, conte di Waldeck-Waldeck   |  |  |       |  |  |                                                 |  |  |                                                 |  |
|                                                     |                                          | Margherita di Waldeck-Waldeck             | Margherita di Nassau-Wiesbaden-Idstein |  |  |       |  |  |                                                 |  |  |                                                 |  |
| Maddalena di Honstein-Klettenberg                   |                                          | Margherita di Waldeck-Waldeck             |                                        |  |  |       |  |  |                                                 |  |  |                                                 |  |
|                                                     |                                          | Enrico X, signore di Gera                 | Enrico VII, signore di Gera            |  |  |       |  |  |                                                 |  |  |                                                 |  |
|                                                     |                                          | Enrico X, signore di Gera                 | Enrico VII, signore di Gera            |  |  |       |  |  |                                                 |  |  |                                                 |  |
|                                                     |                                          | Enrico X, signore di Gera                 | Lutrudis di Honstein                   |  |  |       |  |  |                                                 |  |  |                                                 |  |
| Margherita di Gera                                  |                                          | Enrico X, signore di Gera                 |                                        |  |  |       |  |  |                                                 |  |  |                                                 |  |
|                                                     |                                          | Anna di Henneberg-Aschach                 | Giorgio I, conte di Henneberg-Aschach  |  |  |       |  |  |                                                 |  |  |                                                 |  |
|                                                     |                                          | Anna di Henneberg-Aschach                 | Giorgio I, conte di Henneberg-Aschach  |  |  |       |  |  |                                                 |  |  |                                                 |  |
|                                                     |                                          | Anna di Henneberg-Aschach                 | Giovannetta di Nassau-Weilburg         |  |  |       |  |  |                                                 |  |  |                                                 |  |
|                                                     |                                          | Anna di Henneberg-Aschach                 |                                        |  |  |       |  |  |                                                 |  |  |                                                 |  |